# Faults
『faults』（フォールツ）は、日本のロックバンド・L'Arc〜en〜Cielのドラマー、yukihiroのソロプロジェクトであるacid androidの1作目のミニアルバム。2003年3月12日発売。発売元はKi/oon Records。

## 解説
前作『acid android』の世界観をさらに追求した、acid androidとして発表した初のミニアルバム。

### 音楽性と録音作業
本作の音楽性は、前作から引き続きインダストリアルを基調としながらも、ゴシック・ロックやシューゲイザーの匂いも感じられるものが多く、こういったジャンルを横断した音源がアルバムに収められている。
今回の制作イメージについて、yukihiroは本作発売当時のインタビューで「今回は、短い曲をシンプルにやろうと思って始めました」と述べている。また、前作での楽曲制作と同様に、yukihiroが所有するアナログ・シンセサイザーやサンプラーなどの機材が多くレコーディングで使われている。

### 楽曲について
今回の楽曲制作では、acid androidのライヴでサポートギタリストを務める元DEF.MASTERのnabe（後に名義をantzに変更）や、ゲストミュージシャンが参加している。本作の1曲目に収録された「enmity」では、nabeと共作曲を行っている。なお、acid androidとして発表した音源において、カバー曲を除き、作詞・作曲にyukihiro以外がクレジットされたのはこの曲が初となった。
また、本作の5曲目に収録された「faults feat.toni halliday」は、ブリストルの雰囲気を内包したシューゲイズ感の強い楽曲に仕上げられている。なお、この曲ではイギリスのロックバンド、カーヴのヴォーカリストであるトニ・ハリディがボーカルで参加している。ちなみにこの曲は、前作『acid android』に収録された楽曲「amniotic」がもとになっており、歌詞とメロディをトニ・ハリディが作り直している。フィーチャリングに至ったのは、yukihiroがカーヴをフェイバリットとしてあげていたことが大きく、yukihiroは「オファーをかけたら返事が来たから」と述べている。また、yukihiroはこの曲のイメージについて「カーヴは前から好きだから。自分で曲を作ってるときに、あぁいうブリストル系の、そういう曲を作ってたから。（オファーの回答によらず）どっちにしろ女性ヴォーカルっていうのは考えてました」と述べている。さらに、本作に収録されたこの曲以外の4曲について、yukihiroは「この曲（＝「faults feat.toni halliday」）を世に出すための、他の4曲。最初はそういうふうに作ってましたよ。この曲が入ってるミニ・アルバムが頭にあって。でもミニ・アルバムだったら5曲ぐらいないとね…じゃあ、あと4曲作ろうって」と述べている。

### リリース形態
前作『acid android』では、yukihiroが企画したインディレーベル、track on drugs recordsからインターネット通販のみでリリースするかたちを当初取っていたが、今回は販売元をメジャーレーベルに変更している。そして本作は、L'Arc〜en〜Cielも在籍するソニー・ミュージックエンタテインメントの社内レーベル、Ki/oon Recordsから販売されている。なお、フィジカルのアートワークは前作に引き続き、竹内光司が担当している。
本作リリースにあたり流通形態を変えた理由について、yukihiroは「（音楽を作る部分以外のところを）ひとりでやるにはちょっと、僕だけでは対応し切れなかったというところが大きいですね」「（前作は）作り終わってからが大変でしたね。まずホームページ作って、それで、どこにどういうふうに持っていくんだ、とか、流通やるにはどうすりゃいいんだ、とか、誰と会って話すればいいんだ、とか」と本作発売当時のインタビューで答えている。

## 収録曲
| #  | タイトル                      | 作詞           | 作曲                    | 時間 |
| -- | ----------------------------- | -------------- | ----------------------- | ---- |
| 1. | 「enmity」                    | nabe, yukihiro | nabe, yukihiro          | 2:31 |
| 2. | 「imagining noises」          | yukihiro       | yukihiro                | 3:32 |
| 3. | 「perpetual motion」          | yukihiro       | yukihiro                | 4:10 |
| 4. | 「switch」                    | yukihiro       | yukihiro                | 6:17 |
| 5. | 「faults feat.toni halliday」 | toni halliday  | yukihiro, toni halliday | 5:25 |

## クレジット
- produce：yukihiro
- write (#2-#5), performance, program and mix：yukihiro
- except #1 write：nabe, yukihiro
- #5 lyric and melody：toni halliday
  - sung by toni halliday
  - published by Chrysalis Music Ltd
  - very special thanks to alan moulder
- guitar：tomo, nabe, yukihiro
- translate and vocal on #2,#3：3×3
- vocal recording engineer：takeshi sugimoto at  think sink studio
- vocal recording assistant：shigeru shibata at  think sink studio
- vocal direction：tomo, nabe, 3×3
- mastering：abe mitsuyasu at sony music studios tokyo
- art direction：koji takeuchi
- management：DANGER CRUE ,INC.
- ki/oon record staffs：kaichiro shirai, michihiko nakayama, soh fukuda